# Euchaetomera
Euchaetomera (лат.) — род ракообразных семейства Mysidae из отряда Мизиды.

## Описание
Представители рода отличаются от других мизид следующими признаками: роговица глаза разделена на переднюю и боковую части; рострум не выходит за дистальный конец глаза; чешуя усиков с дистальным шипом на конце голого внешнего края. Плеоподы самцов двуветвистые, 1-я пара с многосуставным экзоподом и несращенным эндоподитом; 2—5-я пары с многочлениковыми экзоподом и эндоподитом. Первый переопод (ходильная нога) имеет хорошо развитый экзопод (внешняя ветвь), карпопроподы эндопода (внутренняя ветвь) с 3-й по 8-ю ветвь переопод делится на подсегменты, и на эндоподе уропод (задних придатках) есть статоцисты.

## Классификация
Род Euchaetomera был впервые выделен в 1883 году и включает представителей, обитающих на мезопелагиале и глубоководных (до 500 м) с длиной тела от 5 до 14 мм.
- Euchaetomera glyphidophthalmica Illig, 1906 —  мезопелагиаль, 36N — 28S (длина тела 8—9 мм)[6]
- Euchaetomera intermedia Nouvel, 1942
- Euchaetomera oculata Hansen, 1910
- Euchaetomera plebeja Hansen, 1912
- Euchaetomera richardi Nouvel, 1945
- Euchaetomera spinosa Biju, Jasmine & Panampunnayil, 2010 — юг Индийского океана[7]
- Euchaetomera tenuis G.O. Sars, 1883
- Euchaetomera typica G.O. Sars, 1883
- Euchaetomera zurstrasseni (Illig, 1906) — на глубине от 200 до 500 м, 2S — 56S (длина тела 8—14 мм)[6]